# Один-єдиний (фільм, 1978)
«Оди́н-єди́ний» (англ. The One and Only) — американська романтична кінокомедія 1978 року; режисерська робота Карла Райнера.

## Сюжет
Дія фільму відбувається 1951 року. Енді Шмідт (Генрі Вінклер) навчається на останньому курсі в коледжі та бере все від життя легко із зухвалою посмішкою на губах. Він примудряється завоювати серце однокурсниці Мері Кроуфорд (Кім Дарбі), хоча вона вже була заручена з іншим. Але отримати роботу після закінчення коледжу виявляється набагато складніше, ніж він очікував. Енді неодмінно бажає стати відомим і пізнаваним усіма. Але більшість режисерів, до яких він приходить на проби, ображаються на його вільні інтерпретації своїх ролей. Зневірившись, Енді намагається знайти себе в боротьбі. Щоб уникнути ударів він робить постановочні бої і, випадково, винаходить шоу-реслінг.

## Факти
Сайт «Internet Movie Database» наводить факти, які можуть бути цікавими та надати додаткове уявлення про фільм:
- Актор Генрі Вінклер вперше дізнався про сценарій цього фільму, коли зіткнувся з актором Дастіном Гоффманом у дверях будівлі в Нью-Йорку. Гоффман нашвидкуруч розповів про деякі сценарії, правами на які він володів, а приблизно через рік по тому Вінклер отримав копію сценарію цього фільму.
- Перший реслінг-поєдинок Енді Шмідта був оголошений як «Герой війни Сміт проти Індіанця Джо» (англ. «War Hero Smith versus Indian Joe»).
- Реслінг-персонаж, якого створив Енді Шмідт на бійцівському рингу, постав в образі балетно-костюмованого блондина з гаремом дівчат та отримав ім'я «Коханець» (англ. «The Lover»). Цей персонаж і фільм базуються на історії кар'єри гламурного реслера Джорджа Реймонда Вагнера[en] на ім'я «Чудовий Джордж» (англ. Gorgeous George). Фільм створили і випустили на екрани через близько п'ятнадцять років після смерті відомого реслера.
- У фільмі брав участь Родді Пайпер, як «Морпіх Джо Бреді» (англ. «Leatherneck Joe Brady»). Однак він не був вказаний у титрах (англ. uncredited). Для Пайпера це був дебют у кіноіндустрії та телебаченні.

## Саундтреки
Головною музичною темою фільму є однойменна пісня у виконанні Квітки Цісик (музика — Патрік Вільямс; слова — Алан Бергман і Мерилін Бергман). Також були використані твори:
- американська популярна пісня «My Mammy»[en] (музика — Волтер Дональдсон[en]; слова — Джо Янг[en] і Сем М. Льюїс[en]);
- популярна пісня «Getting to Know You»[en] з мюзикла 1951 року «Король і я»[en] (автор — Оскар Хаммерстайн II[en]; музика — Річард Чарльз Роджерс).

## Критика
Американський кінокритик Вінсент Кенбі з «Нью-Йорк Таймс» не вподобав фільм, хоча він оцінив ранні роботи Райнера:
Інший американський критик Роджер Еберт дав фільму 2½ з 4 зірок: